# 아름다운 그대에게
《아름다운 그대에게》(일본어: 花ざかりの君たちへ 하나자카리노키미타치에[*])는 일본의 만화가 나카조 히사야(中条比紗也)의 순정 만화이다. 여자 주인공이 남장을 하고 남학교에 편입한 이야기를 그렸다.

## 개요
하나토유메에서 1996년부터 2004년 18호까지 연재되었다. 단행본은 전 23권이 발매되어 누계 1500만부의 매상을 거두었다. 2007년에 일본에서 드라마화와 같이 애장판(전 12권)도 발매하였다. 마지막 권에는 연재 종료후에 발표된 아름다운 그대에게의 번외편도 수록된다. 또, 하나토유메의 2007년 18호에 약 3년 만에 특별 번외편으로 다시 부활, 게재되었다.
2007년 7월 3일부터 9월 18일까지, 후지 TV 계열에서 TV 드라마 아름다운 그대에게~미남♂파라다이스~가 방송되었다.
이후인 2011년 7월 10일부터 9월 18일까지, 후지 TV에서 TV 드라마 아름다운 그대에게~미남☆파라다이스~2011이 방송되었다.

## 줄거리
미국 태생의 소녀 아시야 미즈키는 자신이 동경하는 높이뛰기 선수인 사노 이즈미를 만나고 싶어하여 홀로 미국에서 일본으로 귀국, 사노가 다니고 있는 사립 남자 고등학교인 〈오사카 학원〉에 남장하고 전학 수속을 밟는다. 공교롭게도, 사노와 같은 반으로 들어 오게 되고 또 기숙사에서도 같은 방에 들어오게 되어 미즈키의 소원은 이루어지는 듯했다. 떠들썩하고 개성적인 기숙사생에게 둘러싸여 학교 생활을 보내고…그러나 사노는 높이뛰기를 그만두게 되는데…